# Savignac-de-l’Isle
Savignac-de-l’Isle – miejscowość i gmina we Francji, w regionie Nowa Akwitania, w departamencie Żyronda.
Według danych na rok 1990 gminę zamieszkiwały 463 osoby, a gęstość zaludnienia wynosiła 104 osób/km² (wśród 2290 gmin Akwitanii Savignac-de-l’Isle plasuje się na 739. miejscu pod względem liczby ludności, natomiast pod względem powierzchni na miejscu 1457.).